# Liste der Monuments historiques in Sévignac
Die Liste der Monuments historiques in Sévignac führt die Monuments historiques in der französischen Gemeinde Sévignac auf.

## Liste der Bauwerke
| Bezeichnung      | Beschreibung              | Standort | Kennzeichnung | Schutzstatus | Datum | Bild           |
| ---------------- | ------------------------- | -------- | ------------- | ------------ | ----- | -------------- |
| Schloss Limoëlan | Erbaut im 15. Jahrhundert | (Lage)   | PA00089769    | Inscrit      | 1991  | weitere Bilder |

## Liste der Objekte
- Monuments historiques (Objekte) in Sévignac in der Base Palissy des französischen Kultusministeriums